# São Francisco de Assis e Santa Clara
São Francisco de Assis e Santa Clara' é uma pintura a óleo da autoria da pintora Josefa de Óbidos. Pintado em 1647 e mede 25,5 cm de altura e 34,5 cm de largura.
A pintura pertence a uma colecção particular.